# Laura Rizzoli
Laura Rizzoli (Milano, 21 maggio 1932 – Milano, 23 novembre 2020) è stata un'attrice, doppiatrice e direttrice del doppiaggio italiana.

## Biografia
Iniziò la sua carriera di doppiatrice nelle società romane, passando poi in quelle di Milano. Come direttrice del doppiaggio curò la versione italiana della serie televisiva Magnum, P.I..
Fu moglie dell'attore e doppiatore Ruggero De Daninos, con cui spesso lavorò nella prosa radiofonica e televisiva della Rai, recitando all'interno della Compagnia di Prosa di Milano.
Laura Rizzoli muore a Milano il 23 novembre 2020, a 88 anni.

## Prosa radiofonica Rai
- Processo di famiglia di Diego Fabbri, regia di Alessandro Brissoni, trasmessa il 16 maggio 1955.
- L'allodola di Jean Anouilh, regia di Mario Ferrero, trasmessa il 22 luglio 1959.
- Capitan Veleno di Edmondo Cotignoli, regia di Alessandro Brissoni, trasmessa il 15 aprile 1959.
- Pronto chi spara?? di Nicola Manzari, regia di Nino Meloni, trasmessa nel 1960.
- I sinceri di Pierre de Marivaux, regia di Corrado Pavolini, trasmessa il 3 marzo 1961.

## Prosa televisiva Rai
- Edipo a Colono di Sofocle, regia di Enzo Ferrieri, trasmessa il 12 settembre 1955.
- Il fidanzato di città di Umberto Simonetta e Guglielmo Zucconi, regia di Giancarlo Galassi Beria, trasmessa il 13 maggio 1957.
- Lohengrin di Aldo De Benedetti, regia di Stefano De Stefani (1957)
- I fratelli Castiglioni, regia di Sandro Bolchi, trasmessa il 10 gennaio 1958.
- Le rispettabili signorine Arbuckle, regia di Alberto Gagliardelli, trasmessa nel marzo del 1959.[controllare la data][1]
- Carolina o l'irraggiungibile, regia di  Giacomo Vaccari, trasmessa il 15 febbraio 1963.
- Arlecchinata, regia di Mario Lanfranchi, trasmessa il 14 dicembre 1964.
- Lieto fine di Dino Falconi, regia di Gianfranco Bettetini, trasmessa il 12 settembre 1965.
- Giuditta, regia di Giacomo Vaccari, trasmessa il 24 giugno 1967.
- Felicita Colombo di Giuseppe Adami, regia di Antonello Falqui, trasmessa il 6 aprile 1968.

## Doppiaggi

### Cinema
- Ingrid Bergman in Nina
- Carol Burnett in Un matrimonio
- Ursula Andress in Sole rosso
- Tyne Daly in Cielo di piombo, ispettore Callaghan
- Jeanne Moreau in Gli ultimi fuochi
- Marie Windsor in La stella di latta
- Clara Blandick in Il mago di Oz (ed.1985)
- Vanessa Redgrave in Maria Stuarda, regina di Scozia
- Virginia Gregg in Il pistolero di Dio

### Televisione
- Barbara Bain in Spazio 1999
- Grace Lee Whitney in Star Trek
- Angela Lansbury in Magnum, P.I.
- Doris Roberts in Remington Steele
- Barbara Barrie in Arabesque
- Gail Strickland in La signora del West
- Wendy Worthington in Ally McBeal
- Jill Esmond in Robin Hood
- Mabel Albertson in Vita da strega (s.5-6)
- Camille Saviola in Star Trek - Deep Space Nine
- Val Jellay in Dottori con le ali
- Carmen-Maja Antoni in Rosa Roth

### Cartoni animati
- Maria Teresa d'Austria e Madame Elizabeth in Una spada per Lady Oscar
- Sig.ra Tsukikage in Il grande sogno di Maya
- Dante in Fullmetal Alchemist